# ويلسون أ. هيد
ويلسون أ. هيد (بالإنجليزية: Wilson A. Head)‏ (30 سبتمبر 1914 - 7 أكتوبر 1993) كان عالم اجتماع أمريكي كندي، ومخططًا اجتماعيًا، عُرف بعمله في العلاقات العرقية، وحقوق الإنسان، والسلام، في الولايات المتحدة وكندا وأجزاء أخرى من العالم.

## نشأته
وُلد ويلسون أدونيا هيد في 30 سبتمبر عام 1914 في ميلنر، جورجيا. «كان ابن مزارع بالأجرة من جورجيا، إيفاندر هيد (1892 -1925)، ووالدته إيفلين ويتل (1898-1981)، وهو الابن الأكبر بين خمسة أطفال»؛ أشقاؤه فرانك ومارفين وغلين وويني هيد. هو أمريكي من أصول أفريقية وشمال أوروبية وهندية شيروكية. نشأ في بيئة فقيرة في مجتمع السود الصغير في ميلنر، بالقرب من أتلانتا. توفي والده عندما كان في الحادية عشرة من عمره، لكن شددت والدته على أهمية التعليم، وأخبرته أنه يجب أن يكون «بضعف ذكاء البيض كي يستطيع منافستهم». «طُرد ذات مرة من عمله لأنه ألقى نظرة خاطفة على إحدى الصحف. كان رئيسه يعتقد أن السود لا يجب أن يعرفوا القراءة. عملت أمه بغسيل الملابس ولكن حين كان يوصلها إلى الزبائن البيض، كان الأطفال البيض يهاجمونه ويلقون الحجارة عليه». عمل ويلسون على متابعة دراسته، وتخرج في مدرسة بوكر تي واشنطن الثانوية عام 1933، وبعد أن أمضى عامين بالعمل وتوفير المال، تخرج من معهد توسكيجي، توسكيجي بولاية ألاباما في عام 1940 وحصل على بكالوريوس العلوم في التعليم، وفي ذلك الوقت، أُدرج اسمه ضمن قائمة أبرز الطلاب في الجامعات والكليات الأمريكية، 1939 – 1940. في مذكراته، حياة على الحافة: تجارب بالأبيض والأسود في أمريكا الشمالية، يصف الدكتور هيد الفقر والظلم اللذين تعرض لهما السود في «الجنوب العميق»، واللذين عاناهما في شبابه.

## سيرة حياته
في ثلاثينيات القرن العشرين، شارك الدكتور هيد بسلسلة من «الاعتصامات» ضد المطاعم والحانات، واحتج ضد الحلاقين وأصحاب المتاجر وأصحاب دور السينما الذين لم يقدموا الخدمات للسود قبل عقد من بدء حركة الحقوق المدنية. ساعد أيضًا في إلغاء التمييز العنصري في ملعب الغولف في وندسور.
عمل في بعض الأحيان مع مؤتمر المساواة العرقية (سي أو آر إي) والجمعية الوطنية للنهوض بالملونين (إن إيه إيه سي بّي) منذ عام 1943 وحتى عام 1948، وكان مدير تنمية المجتمع والتنظيم المجتمعي في فلانر هاوس في إنديانابوليس، والذي قدم الخدمات للسود والفقراء. «في عام 1981، كان رئيس الائتلاف الوطني للسود في كندا آنذاك، وأدلى بشهادته أمام لجنة مجلس الشيوخ المشتركة حول الدستور الكندي». شغل منصب المدير التنفيذي للجنة مترو للعلاقات العرقية والشرطة.
انتقل الدكتور هيد إلى وندسور، كندا في عام 1959 «لإبعاد أطفالي عن المجتمع العنصري». في الولايات المتحدة، كان مديرًا لمركز باركواي المجتمعي في شيكاغو، ومدير مركز تشخيص الأحداث في ولاية أوهايو. عندما وصل إلى كندا في عام 1959، أصبح المدير التنفيذي لمشروع مجموعة وندسور للعلاج. في عام 1965، أصبح مدير البحث والتخطيط لمجلس التخطيط الاجتماعي في تورونتو.
«حاضر في العمل الاجتماعي في جامعة وندسور، 1960-1964، وجامعة ميشيغان، 1962-1964، وجامعة واين ستيت، 1963-1965، وكلية سير ويليامز، شيكاغو، 1961-1964. شارك في عدد من المنظمات، من بينها رابطة الحريات المدنية الكندية في تورنتو بصفته نائبًا للرئيس في عام 1967، وكان عضوًا مؤسسًا في المجلس الوطني للرعاية، ورئيسًا للائتلاف الوطني للسود في كندا منذ عام 1977 وحتى عام 1982. أصبح الدكتور هيد أول رئيس لبرنامج بكالوريوس الخدمة الاجتماعية في كلية أتكينسون، جامعة يورك».
في عام 1988، طُلب إلى الدكتور هيد المشاركة في لجنة التحقيق دونالد مارشال في نوفا سكوشا. أدى هذا التحقيق إلى بحثه التمييز ضد السود في نوفا سكوشا: نظام العدالة الجنائية.